# Monasterio de las Carmelitas (Texas)
El Monasterio de las Carmelitas también llamada el Convento de las Hermanas de la Misericordia (en inglés: Carmelite Monastery o bien Sisters of Mercy Convent) es un monasterio histórico de la Iglesia católica en la 200 de la calle E. Carpenter en la localidad de Stanton, en Texas al sur de los Estados Unidos.
Fue construido en 1882 y añadido en el Registro Nacional en 1999. Fue designado como un Monumento Histórico de Texas. 